# Transformers: Energon
Transformers: Energon (oorspronkelijk in Japan geproduceerd als Transformer: Superlink (トランスフォーマー スーパーリンク, Toransufōmā: Sūpārinku)) is een Japanse animatieserie gebaseerd op de Transformers-franchise. De serie is een vervolg op Transformers: Armada en daarmee de tweede serie in de Unicron Trilogie. De serie is een coproductie tussen Hasbro en Takara. Het was tevens de eerste Japanse Transformers-serie waarin de Transformers middels digitale animatie werden neergezet. In Vlaanderen werd de serie uitgezonden op VTM bij TamTam.

## Verhaal
10 jaar zijn verstreken sinds de jacht op de Mini-Cons en de strijd met Unicron. De Autobots en Decepticons hebben hun oorlog beëindigt en werken nu samen met de mensheid aan het bouwen van grote Cybertronsteden op Aarde en elders in het zonnestelsel. Doel van deze steden is het opgraven van de energiebron Energon. Maar zonder dat iemand het vermoed staan twee oude vijanden op het punt terug te keren: Unicron en Galvatron…

### Afleveringen
Energon titel (Superlink titel)
1. Cybertron City (Arise! Ocean City)
2. Energon Stars (Shine! Energon Star)
3. Scorponok (Trap of Mega Zarak)
4. Megatron's Sword (Proof of Megatron)
5. The New Cybertron City
6. Megatron Resurrected (Revival! Galvatron)
7. Megatron Raid (Destron Invasion)
8. Starscream The Mysterious Mercenary (Mysterious Assassin, Nightscream)
9. Battle of the Asteroid Belt (Desperate Struggle in the Asteroid Belt)
10. Energon Tower (Appearance! Energon Tower)
11. The Legend of Rodimus (A Very Small Universe)
12. Crisis in Jungle City
13. Kicker Beware! (Target: Kicker)
14. Energon Grid (Activating Energon Grid)
15. Rodimus: Friend or Foe (Rodimus Convoy, Friend or Foe?)
16. Go For Unicron (Target Unicron!)
17. The Return of Demolishor (Raining Dinobots!!)
18. A Tale of Two Heroes (Face Off of the Convoys!)
19. Battle Stations (Terrorize! Unicron Activates!!)
20. Alpha Q: Identity (The True Identity of Alpha Q)
21. Shockblast: Rampage (Rampaging Laserwave!)
22. Survival Instincts (Out of Control! Unicron Hungers!!)
23. Each One Fights... (Respective Battles)
24. Unicron Unleashed (Doing The Things We Can Now)
25. Open Fire! (Swift as Gale! Wing Saber!)
26. Ripped Up Space (Cutting a Rupture in Space)
27. Team Optimus Prime (The Whereabouts of Team Convoy)
28. Protection (Protecting the Stars)
29. Imprisoned Inferno (Inferno Captured!!)
30. Jungle Planet (Hellfire on Jungle Planet!)
31. Bulkhead (Sprung, At Your Service!)
32. Farewell Inferno (Sayonara Inferno)
33. Scorponok's Scars (Come Back To Us, Mega Zarak!) (Unaired in U.S.)
34. Crash Course (Roadbuster in Special Training!)
35. Omega Supreme (The Ancient Sage, Omega Supreme!)
36. A Heroic Battle (Alpha Q's Fierce Battle!)
37. The Power (The End of Laserwave!)
38. Optimus Supreme (Omega Convoy's Deadly Struggle!!)
39. Unicron Perishes (Destruction of Unicron!!)
40. Ambition (Galvatron! Ambition Revived!!)
41. Wishes (Superion's Hope!)
42. Galvatron! (Miranda II Destroyed!)
43. Break Through (Go! Go! Omnicons!!)
44. Distribution (Must Watch! Matches of the Most Powerful Team!)
45. The Omega Train (Full Steam Ahead! Omega Train!!!)
46. Decepticon Army (Decepticon Forces in Disorder!)
47. Ironhide Team (The Amazing Team Roadbuster!!)
48. Formidable (Omega Convoy, Rise Again!!)
49. Galvatron Terror (The Terror of Gigantic Galvatron!!)
50. Destructive Power (The Ultimate Lord of Destruction!!)
51. Spark (The Power of Combination Spark!!)
52. The Sun (Energon! That is the Sun!!)

### Samenvattingen
Net als in veel anime’s kan Transformers: Energon worden verdeeld in verhaallijnen van telkens 13 afleveringen.
- Afleveringen 1-13

10 jaar na de vernietiging van Unicron duikt een nieuw kwaad op. De mysterieuze Alpha Q, die opereert vanuit het lichaam van de planeetverslinder, creëert de energieverslindende Terrorcons om de Autobot’s steden aan te vallen en zo Energon voor Alpha Q’s plan te bemachtigen. De Autobots maken zich klaar voor de strijd met deze nieuwe vijand samen met hun menselijke bondgenoten. Alpha Q maakt Scorponok om de Terrorcons te leiden, en een zwaard te maken van de vonk van de voormalige Decepticonleider Megatron (wiens lichaam in Unicron ligt). Dit om de andere Decepticons op Aarde aan zijn kant te krijgen. Megatron is echter in staat zichzelf te herstellen en neemt de controle over Unicron over, waarmee hij Alpha Q dwingt te vluchten. Alpha Q repareert Starscream om Optimus Prime te vernietigen, maar Starscream wordt door Megatron onder zijn controle geplaatst. De strijd tussen de Autobots en Decepticons laait weer op. De legendarische figuur van Cybertron, Rodimus, duikt onverwacht op.
- Afleveringen 14-26

De Aarde wordt tegen Decepticonaanvallen beschermd met een Energon schild. Vervolgens vertrekken de Autobots in hun schip om Unicron te confronteren. De Autobots vormen een alliantie met Alpha Q, die al samenwerkt met Rodimus en zijn bemanning. Ze ontdekken dat Alpha Q energon wilde stelen om datgene wat Unicron heeft vernietigd weer te herstellen. Ondertussen vallen Megatron’s troepen Cybertron aan. De Decepticoncrimineel Shockblast en de Decepticon Tidal Wave sluiten zich bij Megatron aan. Wing Saber voegt zich bij de Autobots. Kicker komt met het plan om alle Aardse Energonenergie om te leiden naar Unicrons hoofd. Na dit gedaan te hebben, bevestigd Alpha Q het hoofd van Unicron weer op diens lichaam. Er ontstaat een reactie van negatieve Energon die een scheur in de realiteit creëert. Hierdoor worden alle aanwezige Transformers naar een ander deel van de ruimte gezogen.
- Afleveringen 27-39

In deze nieuwe ruimte hersteld Alpha Q met succes de planeten die Unicron had verwoest. Unicrons hoofd wordt een Energonzon voor deze planeten. De Autobots plaatsen Energon torens op deze nieuwe planeten om ze te beschermen. Megatron ziet de nieuwe planeten echter als nieuwe energiebron. Een reddingsteam van Cliffjumper, Downshift en Bulkhead voegt zich vanaf Cybertron bij de andere Autobots. Ook de oude Autobot Omega Supreme ontwaakt. Ondertussen krijgt Megatron Scorponok in zijn macht. Megatron gaat door met zijn originele plan en slaagt erin om Unicron weer tot leven te brengen. Unicron dood Alpha Q, en probeert Megatron in zijn macht te krijgen. Optimus Prime en Omega Suptreme combineren tot Optimus Supreme, en vernietigen Unicron. Maar Unicrons’ geest leeft nog voort in Megatron.
- Afleveringen 40-52

Megatron en zijn laatste troepen vallen Cybertron weer aan en bevrijden de daar gevangen Decepticons. Geleid door Unicrons’ geest vindt Megatron een ondergronds reservoir van Super Energon, die hem veranderd in Galvatron. Twee van de bewakers van Super Energon, Bruticus Maximus en Constructicon Maximus, ontwaken en voegen zich bij Megatron maar de derde bewaker, Superion Maximus, sluit zich aan bij de Autobots. Een aantal grote gevechten om Cybertron volgen. Galvatron gebruikt de super Energon opnieuw om zichzelf to kolossaal formaat te doen groeien (gelijk aan Unicron). Optimus doet hetzelfde en bevecht Galvatron. Hij slaagt erin het laatste deel van Unicron uit Galvatron te halen. Vervolgens richt Optimus zijn aandacht op Unicrons’ vonk. De vonk probeert Galvatron weer te beheersen. IN een laatste wanhoopspoging stort Galvatron zich samen met Unicrons vonk in de kunstmatige zon die Optimus had gemaakt van de Super Energon. Beide komen om het leven. De zon ontbrand en brengt nieuw leven op de planeten gemaakt door Alpha Q.

## Achtergrond
- Aflevering 33, "Scorponok's Scars", werd niet in het Engels uitgezonden daar de aflevering blijkbaar niet in het Engels was nagesynchroniseerd. De reden hiervoor is niet bekend. De aflevering erop, "Crash Course", werd deels herschreven om referenties naar aflevering 33 te verwijderen.
- Aflevering 44, "Distribution", is een komediespecial gemaakt om de 500e aflevering van het Transformers-franchise te vieren in Japan. Deze telling was echter inclusief de Japanse series die in Amerika niet uitgezonden zijn zoals Transformers: Zone en Beast Wars Neo. Wel diende Transformers: Energon in zijn geheel als viering van het 20-jarig bestaan van het franchise. De afleveringen bevatten veel referenties naar de oudere Transformers-series.
- Indien men kijkt naar transformers energon, ziet men soms scènes in transformers armada stijl
- Net als Transformers: Armada werd Transformers: Energon omgezet tot een stripserie. De meeste strips waren korte verhalen die geleverd werden bij de figuren van de speelgoedserie. De hoofdstripserie werd gepubliceerd door Dreamwave, en werd geschreven door Simon Furman. Deze strip deed echter afstand van de verhaallijn uit de serie, en bevatte een groter verhaal waar ook elementen uit de finale van “Armada” bij werden betrokken. Rad, Carlos en Alexis, de menselijke helpers van de Transformers uit “Armada”, kregen een grotere rol in de stripserie van Energon. De strip werd echter stopgezet voordat alle verhaallijnen waren afgerond. De verhalen zoudne worden voortgezet in de strip van Transformers: Cybertron, maar die is nooit gemaakt.

## Characters

### Autobots
- Optimus Prime (Grand Convoy): leider van de Autobots. Hij wordt gedwongen weer het commando op zich te nemen zodra de oorlog opnieuw uitbreekt. De gebeurtenissen uit de vorige serie hebben hem duidelijk veranderd, hij was nu een hardere commandant die zijn emoties maar zelden in de weg liet staan. Zijn plannen waren direct en vaak een stuk gewelddadiger. Hij kan combineren met andere Autobots voor meer kracht.
- Hot Shot: is in de afgelopen 10 jaar veranderd in een meer volwassen krijger die door velen gerespecteerd wordt. Hij is nog altijd de snelste Transformer.
- Jetfire (Skyfire): vrijwel onveranderd sinds de vorige serie. Kan veranderen in een ruimteschip. Kan combineren met andere Autobots, met name Ironhide.
- Ironhide (Roadbuster): een jonge Autobot en het nieuwste lid van Optimus’ team. Hij wil zich dolgraag bewijzen, vooral tegenover zijn idool Hot Shot. Hij moest van Optimus samenwerken met de mens Kicker. De oorlog maakte van hem een sterker persoon. Hij kan ook combineren met andere Transformers.
- Inferno/Roadblock : de meester sluipschutter van Optimus’ team. Kan veranderen in een brandweerwagen en combineren met andere Transformers. Hij wilde geen grote rol spelen in de oorlog tot hij naar Alpah-Q’s ruimte werd getransporteerd. Megatron probeerde hem in zijn macht te krijgen, maar Inferno wierp zichzelf nog liever in de Energonzon. Hij werd hierna herbouwd als Roadblock.
- Team Rodimus (Team Rodimus Convoy): geleid door de legendarische Autobotgeneraal Rodimus (Rodimus Convoy). Jaren terug verlieten ze Cybertron om te ontsnappen aan de Oorlog aldaar. Andere teamleden zijn Prowl (Red Alert) en Landmine. Ze hielpen Alpha-Q om de door Unicron vernietigde werelden te herstellen. Alle drie teamleden kunnen combineren met anderen.
- Wing Saber: oorspronkelijk de autobot Wing Dagger, hij was een bewaker van de Decepticongevangenen. Toen Shockblast ontsnapte doodde deze Wing Dagger’s partner Padlock. Primus liet Wing Dagger ombouwen tot Wing Saber, wat hem ook de gave gaf om met Optimus te combineren.
- Team Bulkhead (Team Sprung): een reddingsteam dat de verdwenen Optimus en Rodimus nareiste naar Alpha-Q’s ruimte. Het team bestond uit Cliffjumper (Overdrive), en Downshift (Wheeljack), die beide snelheid belangrijker achtten dan strategie. Het duo stond onder leiding van Bulkhead (Sprung).
- Omega Supreme: eveneens een legendarische Autobot uit het verleden van Cybertron. Hij was het die ergens in het verleden Unicron versloeg. Hij werd ontwaakt door Primus en Dr. Brain Jones om Unicron nogmaals te bevechten. Omega Supreme kan combineren met Optimus Prime tot Optimus Supreme (Omega Convoy). In deze vorm wisten de twee Unicron te vernietigen.
- Superion Maximus (Superion): een van de vier bewakers van de Super Energon onder Cybertrons oppervlakte. Hij was de enige van de wachters die zich bij Optimus aansloot. Zijn lichaam bestaat uit vijf jets.

#### Omnicons
Voormalige Autobots en Decepticons die hun geschillen opzij hebben gezet en Cybertron verlieten met Team Rodimus. De Omicrons begonnen later met het ontginnen van Energon. Ze kunnen zelfs pure Energon hanteren, wat voor een Transformer normaal dodelijk is. Zij maakten de Cybertronsteden.
- Strongarm (Blast Arm) – verandert in een jeep.
- Skyblast (Air Glide) – verandert in een straaljager.
- Signal Flare – verandert in een tank.

#### Mini-Cons
Slehts twee teams van Mini-Cons werden gezien in de serie.
- Street Action Team: bestaat uit High Wire, Grindor en Sureshock. Samen kunnen ze combineren tot Perceptor.
- Energon Saber Team: bestaat uit Wreckage, Scattor en Skyboom, die kunnen combineren tot de Energon Saber.

### Decepticons
- Megatron/Galvatron (Galvatron): de leider van de Decepticons. Hij leek zich 10 jaar terug op te offeren om Unicron te verslaan. Toen Alpha-Q Unicrons lichaam begon te gebruiken voor zijn eigen doelen, absorbeerde Megatron wat van de energon en kon zo zichzelf repareren. Alpha-Q had een zwaard laten maken van Megatron’s vonk om zo de Decepticons aan zijn kant te krijgen, maar Megatron kon zijn vonk terug pakken toen Scorponok hem met dit zwaard stak. Hij nam toen Unicrons lichaam over en begon met zijn plan om Unicron weer tot leven te brengen zodat hij hem als het ultieme wapen kon gebruiken. Megatron slaagde in zijn doel, maar de monsterlijke machine probeerde vervolgens hem in zijn macht te krijgen. Toen Optimus Supreme Unicron’s lichaam vernietigde, nam Unicron’s geest Megatron over en beheerste hem. In deze toestand ontdekte Megatron de Super Energonbronnen, en gebruikte hun energie om weer Galvatron te worden. Megatron werd van Unicrons’ invloeden bevrijd door Optimus Prime, waarna hij Unicrons vonk probeerde te vernietigen. Toen dit mislukte wierp Megatron zich samen met Unicron’s vonk in de Energonzon, waardoor beide omkwamen.
- Demolishor (Ironhide/Irontread): Demolisher was sinds de strijd van 10 jaar geleden gaan samenwerken met de Autobots. Toen Megatron terugkeerde, liep Demolisher weer naar hem over. Zijn tijd bij de Autobots had hem echter veranderd. Toen Demolisher werd vernietigd, maakte Megatron een nieuw lichaam voor hem. Hij wiste echter ook Demolishers’s geheugen om hem weer tot zijn loyale dienaar te maken.
- Cyclonus/Snowcat (Sandstorm/Snowstorm): ook een oud Predacon die gedurende de afgelopen 10 jaar voor de Autobots heeft gewerkt. Cyclonus werd zwaar beschadigd bij de eerste Terrorconaanval, maar Megatron herbouwde hem tot Snowcat. Als snowcat kon hij veranderen in een sneeuwmobiel.
- Tidal Wave/Mirage (Shockwave/Shockfleet): een Transformer die bijna twee keer zo groot was als normale Transformers. Zijn enorme postuur en wapen smaakten hem tot een gevaarlijke tegenstander. Tidal Wave hielp Shockwave ontsnappen van Cybertron, maar werd hierbij zelf verpletterd onder een Energonpilaar. Megatron herbouwde Tidal Wave vervolgens tot Mirage.
- Starscream (Nightscream): Toen Megatron Alpha Q verdreef en zelf Unicron’s lichaam overnam, bracht Alpha Q Starscream weer tot leven om hem Megatron te laten vernietigen. Het proces liep echter verkeerd vanwege een gebrek aan Energon. Daardoor was Starscreams lichaam onstabiel en veranderde voortdurend van een fysieke naar een ehereal vorm. Hij kon hierdoor teleporteren. Starscream had geen herinneringen van 10 jaar geleden. Megatron maakte van Starscream echter zijn rechterhand middels hersenspoeling. Toen Megatron zichzelf opofferde om Unicron te vernietigen, stortte Starscream zich ook in de Energonzon.
- Shockblast (Laserwave): een van de meest gevreesde Decepticoncriminelen. Werd door Megatron uit de Cybertrongevangenis gehaald om hem te dienen. In zijn ontsnapping vermoordde hij Padlock. Shockblast vocht in de serie meerdere malen met Wing Dagger. Hij werd uiteindelijk vernietigd tijdens een gevecht met Optimus Supreme toen Unicrons hand hem verpulverde.
- Sixshot: Shockblast’s jongere broer die zich bij Megatron aansloot toen hij hoorde dat Shockblast was omgekomen. Hij probeerde de andere Decepticons tegen elkaar op te zetten om zo de kracht van de Super Energon te bemachtigen. Toen Galvatron zichzelf tot enorm formaat deed groeien, verpletterde hij Sixshot onder zijn voet.
- Bruticus Maximus (Bruticus) en Constructicon Maximus (Buildron): twee van de vier wachters van de Super Energon, die zich aansloten bij Megatron. Net als Superion bestonden beide uit meerdere losse machines. Ze werden uiteindelijk vernietigd door Superion.

#### Terrorcons
- Scorponok (Mega Zarak): een wezen gemaakt door Alpha Q om het Terrorconleger te leiden. Hij wist vele Decepticons naar zijn kant te halen, totdat Megatron opeens terugkeerde. Megatron versloeg Scorponok en dwong hem zich bij de Decepticons aan te sluiten. Scorponok bleef echter dienstdoen als spion voor Alpha Q. Later hersenspoelde Megatron Scroponok om hem tot een echte Decepticon te maken.
- Terrorcon Drones: wilde en hersenloze soldaten. Hoewel ze relatief zwak zijn en makkelijk vernietigd kunnen worden, hebben ze wel veel vuurkracht en vallen vaak in grote aantallen aan.

### Overig
- Kicker: de zoon van Dr. Brian en Miranda Jones. Chad "Kicker" Jones werd door zijn vader naar Cybertron gebracht op jonge leeftijd. Hij kreeg van Primus de gave om energon te detecteren. Toen de Terrorcons aanvielen kreeg hij van zijn vader een gevechtspak en werd de partner van Ironhide.
- Misha: een labassistent van Dr. Brian Jones. De eerste die met het idee kwam om Energon als wapen te gebruiken.
- Jones family: bestaande uit de wetenschapper Dr. Brian Jones, zijn vrouw Miranda Jones en hun dochter Sally. Ze wonen in Ocean City op Aarde.
- Andere mensen: Rad, Carlos en Alexis, de drie helpers van de Autobots uit de vorige serie, hadden in deze serie geregeld cameo’s. Rad en Carlso werken nauw samen met de Transformers. Alexis was een overheidsagent geworden.
- Alpha Q: een wezen van de planeet Q, die door Unicron was vernietigd. De Planeet Q werd opgeblazen in een poging Unicron te vernietigen, maar dit mislukte. Alpha Q was de enige overlevende. Toen Unicron was verslagen, nam Alpha Q bezit van diens lichaam met het plan alles was Unicron had verwoest te herstellen. Hij schiep de Terrorcons om hem bij zijn plan te helpen en Energon te verzamelen. Megatron keerde echter terug en verdreef Alpha Q om Unicron voor zijn eigen plannen te gebruiken. Hierop vormde Alpha Q een alliantie met de Autobots. Uiteindelijk slaagde hij in zijn plan. Met Unicrons lichaam en een hoop Energon herschiep Alpha Q alle door Unicron vernietigde planeten in een ander deel van de ruimte, en maakte van Unicrons hoofd een kunstmatige zon. Alpha Q kwam om toen Megatron Unicron weer tot leven bracht.
- Unicron: de primaire bron van kwaad in het universum. Hij werd 10 jaar geleden verslagen door de gecombineerde krachten van de Decepticons en Autobots. Zowel hij als Megatron dreven daarna levenloos door de ruimte, totdat Alpha Q bezit nam van Unicrons lichaam. Alpha Q en Megatron wilden beide Unicron voor hun eigen doelen gebruiken. Alpha Q gebruikte hem om de werelden die Unicron had verwoest te herscheppen. Kort hierop bracht Megatron Unicron echter weer tot leven. Unicron werd al snel weer vernietigd door Optimus Supreme, maar zijn vonk bleef bestaan. Unicrons geest nam bezit van Megatron, en liet hem zichzelf veranderen in Galvatron. Als Galvatron bevocht Unicron wederom Optimus Supreme, die Unicrons geest uit Galvatron wist te halen. Galvatron vernietigde vervolgens Unicrons vonk door samen met de vonk de Energonzon binnen te vliegen.
- Primus: een bol van licht wiens oorsprong bekend is. Hij is de energiekern van Cybertron. Hij gaf jaren terug de jonge Kicker de gave om Energon te ontdekken. Ook gaf hij veel autobots de “Vonk der combinatie”, waarmee ze met elkaar konden combineren.

## Cast

### Japanse Cast (Superlink)
- Akira Tomisaka - Alexa
- Daisuke Kishio - Kicker
- Isshin Chiba - SandStorm/SnowStorm, BlastArm, Superion
- Jin Yamanoi - ShockWave/ShockFleet, Dr. Jones, AirGlide
- Junichi Endo - Galvatron, Carlos
- Katsuyuki Konishi - GrandConvoy, OverDrive
- Kenta Miyake - LandMine, OmegaSupreme
- Koji Yusa - IronHide/IronTred, WingDagger/WingSavor
- Kosuke Toriumi - Hot Shot
- Makoto Yasumura - RedAlert, WheelJack, Bruticus
- Masataka Nakai - Rad
- Masumi Asano - Sally, Miranda, Kicker(Young), Ariel
- Mitsuo Iwata - Roadbuster
- Nobuo Tobita - NightScream, Sprung, SignalFlare, Buildron, PudLock
- Nobutoshi Kanna - Inferno, LaserWave, SixShot
- Nobuyuki Hiyama - Skyfire
- Ryotaro Okiayu - Rodimus Convoy
- Tesshō Genda - Primus
- Yasunori Masutani - MegaZarak
- Yukiko Tagami - Misha
- Yūichi Nagashima - AlphaQ, DinoBot
  - Yukie Maeda - AlphaQ (true)

### VS cast (Energon)
Arranged alphabetically by last name
- Alistair Abell - Prowl
- Mark Acheson - Unicron
- Sharon Alexander - Arcee
- Doron Bell - Cliffjumper
- Don Brown - Cyclonus/Snowcat, Constructicon Maximus
- Gary Chalk - Optimus Prime
- Michael Daingerfield - Inferno/Roadbloack
- Trevor Devall - Alpha Q, Bruticus Maximus
- Michael Dobson - Starscream, Signal Flare
- Paul Dobson - Rodimus, Superion Maximus
- Brian Drummond - Shockblast
- Ron Halder - Doctor Brian Jones, Primus
- Matt Hill - Ironhide, Carlos
- David Kaye - Megatron/Galvatron, Unicron
- Ellen Kennedy - Misha
- Terry Klassen - Skyblast, Sixshot
- Scott McNeil - Jetfire, Strongarm, Omega Supreme
- Brent Miller - Hot Shot
- Kirby Morrow - Rad
- Colin Murdock - Scorponok, Wing Saber
- Nicole Oliver - Miranda Jones, Sally Jones
- Ty Olsson - Downshift
- Doug Parker - Tidal Wave/Mirage
- Ward Perry - Landmine
- Alvin Sanders - Demolishor
- Tabitha St. Germain - Alexis
- Brad Swaile - Chad "Kicker" Jones
- French Tickner - Bulkhead

## Introsongs

### Japan (Superlink)
Opening
- "Taiyō no Transform!" door Hiroshi Kitadani

Einde
- "Calling You" door Takayoshi Tanimoto

### V.S. (Energon)
Opening/Einde
- "Transformers: Energon Theme" door Hasbro